# Oncidium concolor
O Oncidium concolor é uma espécie de orquídeas do gênero Oncidium, da subfamília Epidendroideae pertencente à  família das (Orquidáceas). É nativa do Brasil e do nordeste da Argentina.

## Sinônimo (taxonomia)
- Cyrtochilum citrinum - Hook. (1849)
- Oncidium unguiculatum - Klotzsch (1849)
- Oncidium normanii - Pritz. (1854)
- Carenidium concolor - (Hook.) Baptista (2006)